# 縣主 (日本)
縣主（日语：／ Akatanushi）是日本古代行政區劃單位縣的首長，姓的一種。語源方面，西岡秀雄主張縣主一詞來自於阿伊奴語中的酋長，忽略鼻音便是，然後逐漸演變成現在的讀法，也有說法是指源於上田（あがり田）、分田（わかち田）和朝鮮語等等，未有定論。

## 歷史
縣在大化改新前受到國造管轄，被認為是評和郡的前身。然而，岩崎小彌太認為縣主和國造同屬地方小領主，沒有明確的差異，井上光貞也曾經將縣與令制國並列，後來他將縣歸入令制國之下，並且主張在1至2世紀時，縣仍然處於一個獨立的狀態。按《魏志倭人傳》記載，伊都國、奴國和末盧國等等，後來相繼改稱伊覩縣、儺縣和松浦縣等等，代表大和王權會將自己重視的地方改稱為縣，而縣的首長就稱為縣主。縣主有時在不同地方的稱呼略有不同，例如在丹波稱為大縣主，在河內則是志幾大縣主，還有在《日本書紀》景行天皇18年條中的日向的諸縣君，《日本書紀》顯宗天皇3年條裡對馬的下縣直以及大寶2年《御野國加毛郡半布里戶籍》裡的美濃的縣造等等。有些說法認為首長在前期稱為縣主，後期則改稱為稻置，或是縣主原本的姓是稻置，最有力的說法則是兩者本來都是地方制度的職位名稱，後來兩者逐漸演變成姓。另外，也有說法認為兩者同時管轄領地。縣主隸屬於大和王權，負責該地區的進貢等事宜，同時作為祭祀方面的領袖，也擔任祭司。大和國的倭六縣、水沼縣、壹岐縣和對馬縣都有著首長曾經主持祭神的傳承，高市縣主許梅便曾經在壬申之亂中便曾經作出神諭，而倭六縣按《延喜式》記載則是供御料地，山背的葛野縣主則曾經在殿部和水部工作，顯示縣主是效力於日本皇室。現存的縣神社和縣主神社也反映了所在地方曾經實施縣制。縣主最晚於7世紀失去官位，並且氏姓化，賀茂氏（鴨縣主，賀茂神社社家）等便是源自於縣主。